# Petrus van Schendel
Petrus van Schendel (Terheijden, 21 aprile 1806 – Bruxelles, 28 dicembre 1870) è stato un pittore olandese.

## Biografia
Nato il 21 aprile 1806 a Terheijden, vicino a Breda, Petrus van Schendel era figlio di un umile contadino. Alla sua morte, la famiglia si trasferì a Breda, dove Petrus entrò nella scuola di latino. Fu qui che uno dei suoi insegnanti notò il suo talento artistico e convinse sua madre a mandarlo a studiare presso l'Accademia Reale di Belle Arti di Anversa. Allievo di questa istituzione dal 1822 al 1828, il suo maestro fu Mathieu-Ignace Van Bree (o, secondo alcune fonti, Philippe-Jacques van Bree) e vi vinse numerosi premi, in particolare grazie al suo lavoro sulla prospettiva.

### Carriera artistica

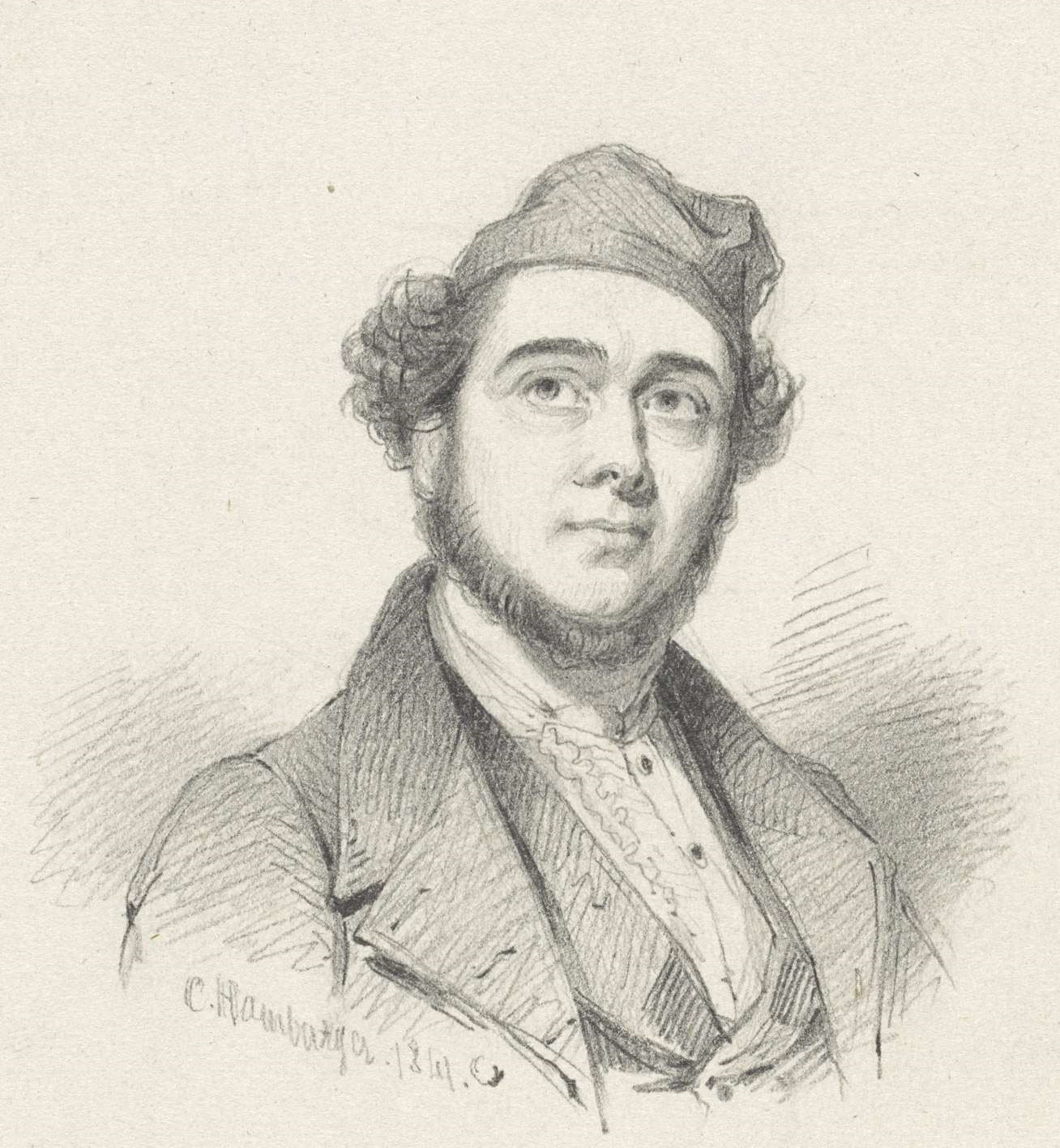
Ritratto di Van Schendel di Johan Coenraad Hamburger (1841)

Al termine della sua formazione, entra a far parte della linea artistica di Gérard Dou, Godfried Schalken e Michiel Versteeg, specializzandosi nelle scene notturne che avrebbero fatto la sua fama e la sua fortuna. Lavorò a Breda, Amsterdam, Rotterdam, L'Aia (dal 1838 al 1844) e Bruxelles (dal 1845).

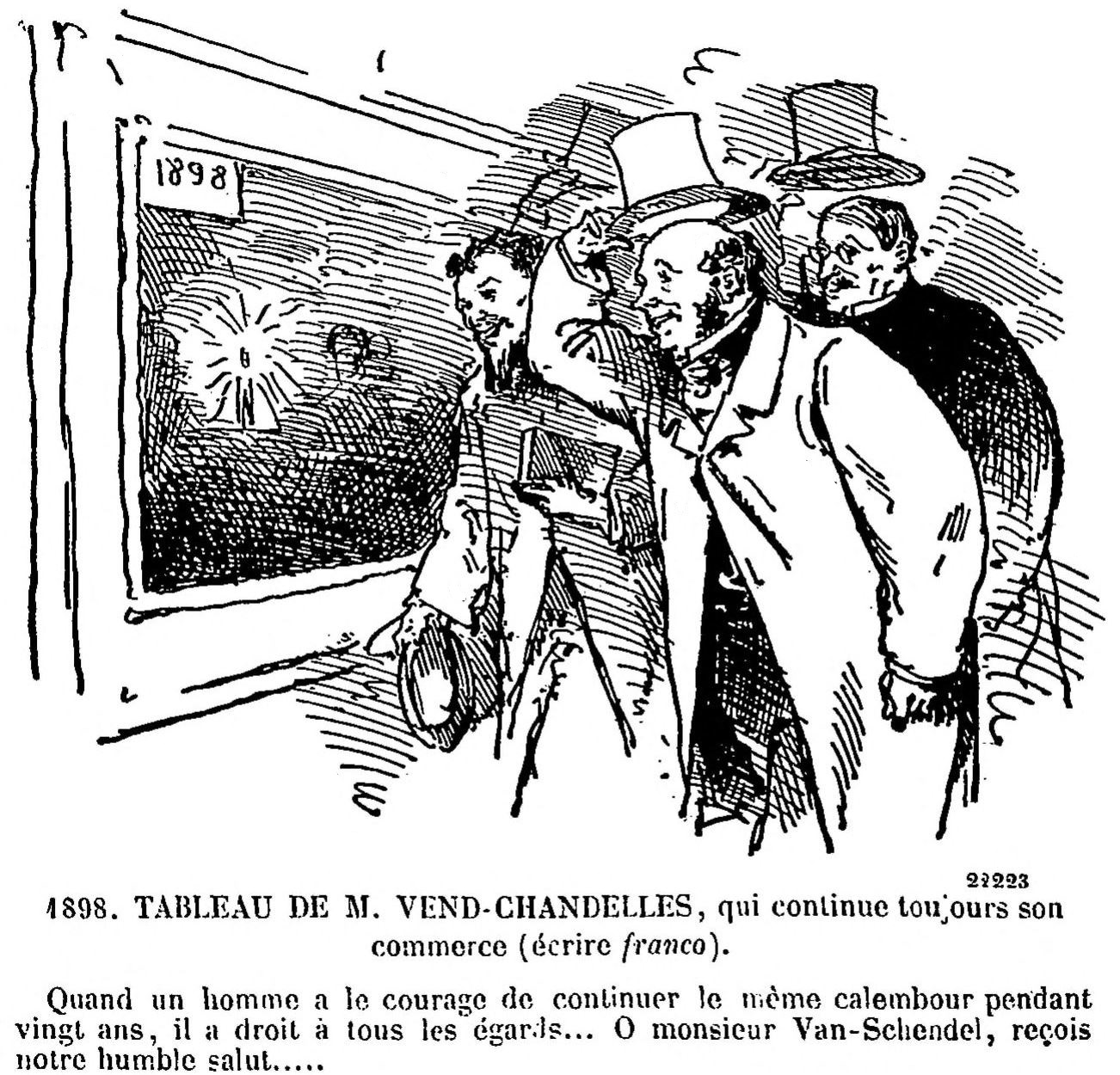
Cartone animato di Bertall su un dipinto di "M. Vend-Chandelles" esposto al Salon del 1864.

Nonostante il successo di pubblico, Van Schendel non sempre trovò il favore della critica, come dimostrano queste frasi di Marius Chaumelin sui dipinti presentati all'Esposizione Universale del 1867: «Il celebre M. Van Schendel, membro delle accademie di Anversa e di Amsterdam, crede senza dubbio di continuare [l'opera di] Gérard Dou, nei suoi effetti di lampada e lanterna, ma non si avvicina nemmeno a Gottfried Schalcken; — il che non impedisce ai suoi dipinti di essere forse i più guardati e i più ammirati dell'intera Mostra: la folla va sempre in estasi davanti al trompe-l'œil il cui semplicissimo artificio sfugge loro. Consiglio agli appassionati di scoprire da dove viene la luce che illumina le figure del signor Van Schendel; saranno piuttosto sorpresi di vedere che proviene dall'interno stesso di queste figure, il che le fa sembrare pigre, come si dice nel gergo da studio. Il minimo shock, inoltre, spezzerebbe queste figure di porcellana e rivelerebbe... la candela che contengono. E dire che il signor Van Schendel (vi sono nomi predestinati!) trasmette questo tipo di ceramica pirotecnica nella grande pittura! »

Morì il 28 dicembre 1870 nella sua casa di Bruxelles, sita vicino alla porta Schaerbeek.

## Galleria d'immagini

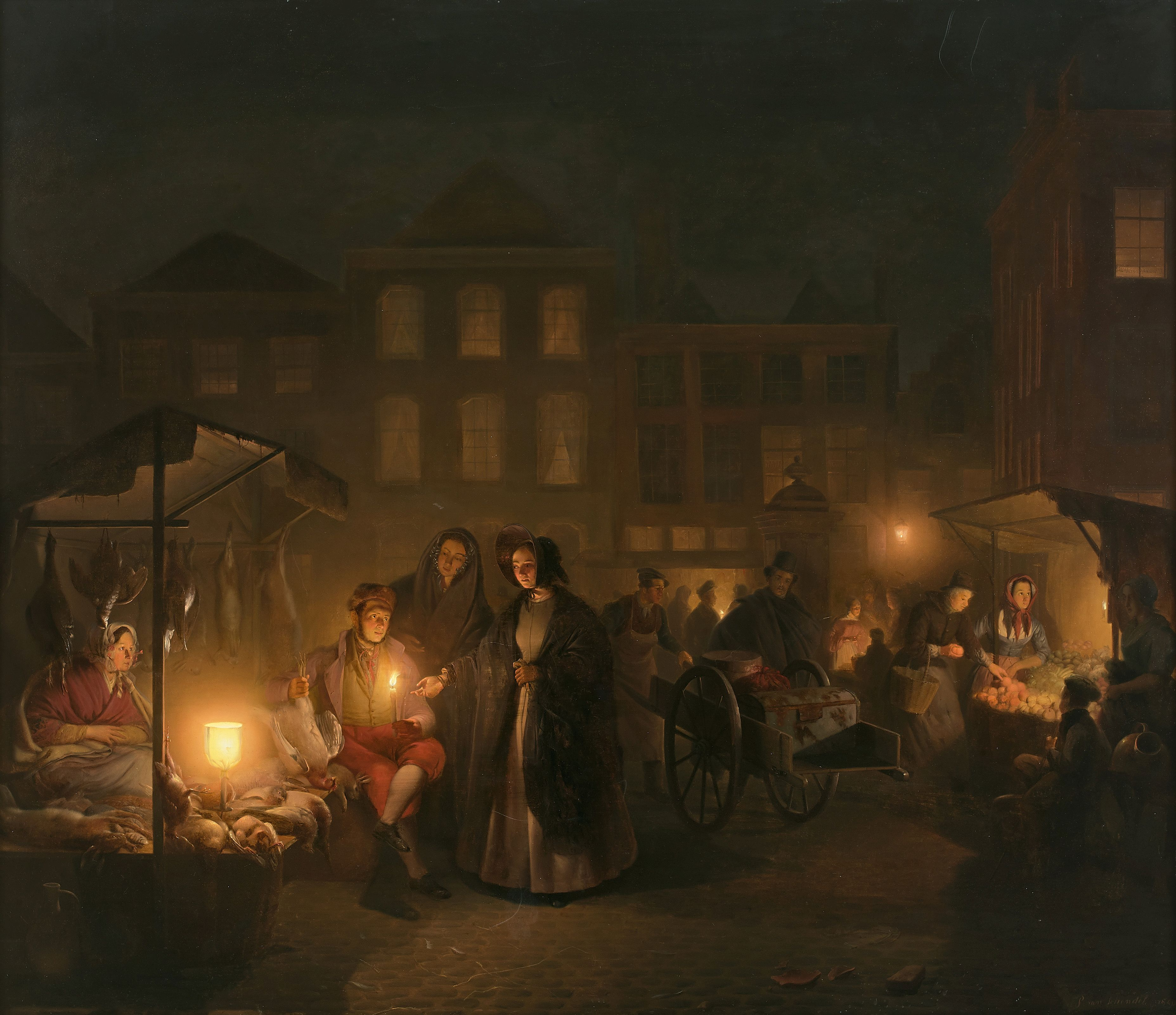
Mercato notturno (1840)
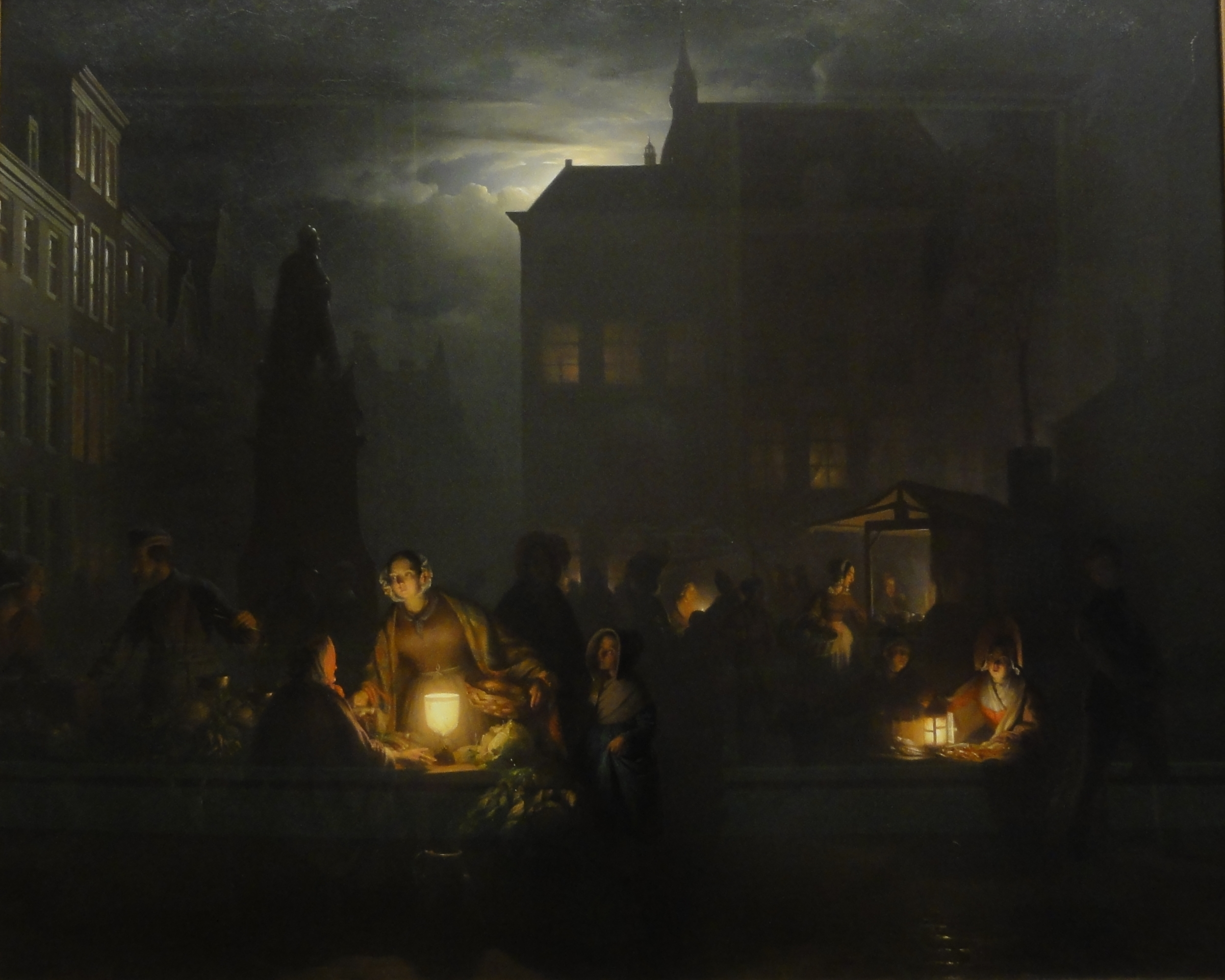
Mercato notturno ad Anversa (1843)
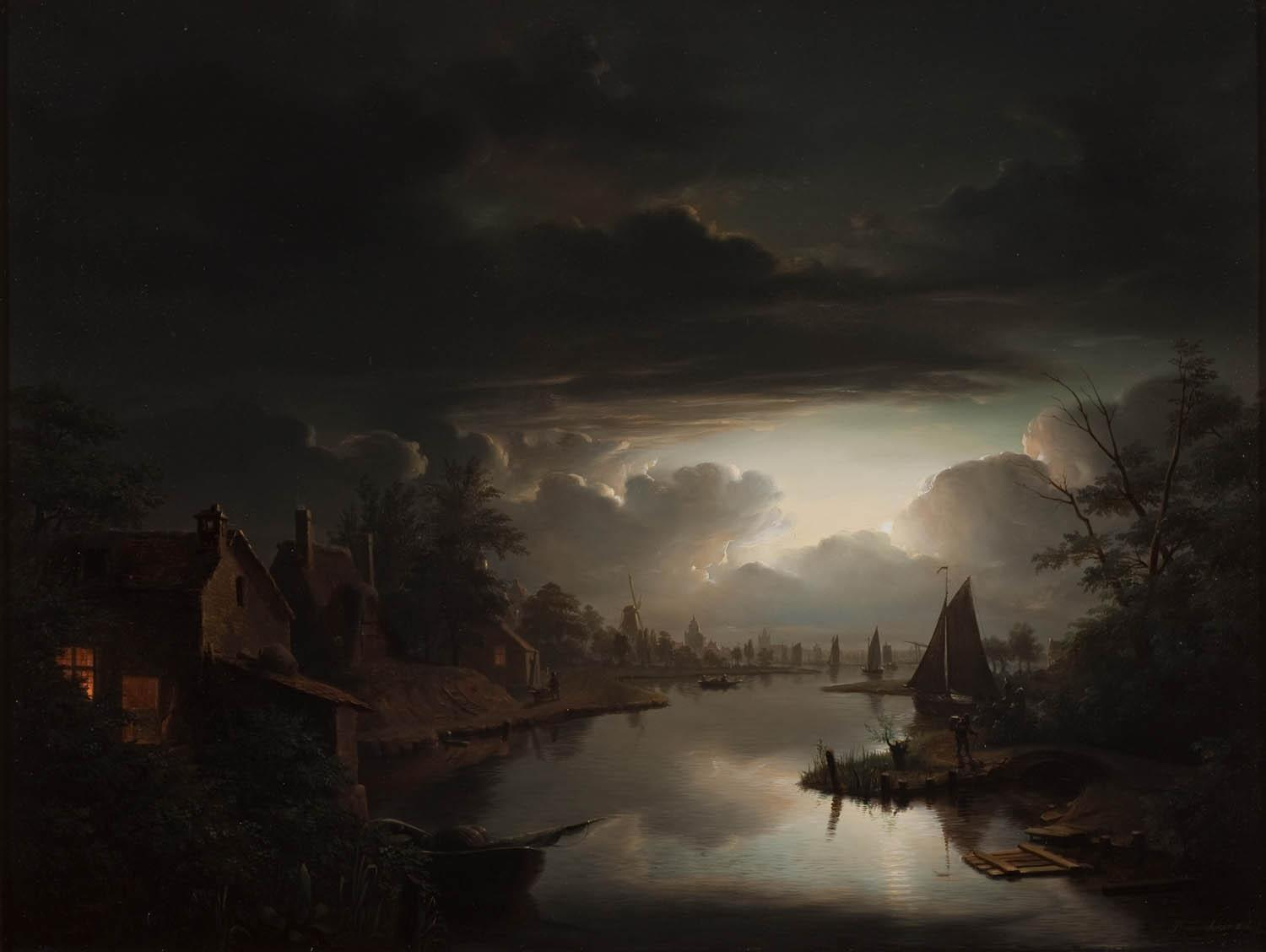
Paesaggio fluviale al chiaro di luna d'argento (1843)
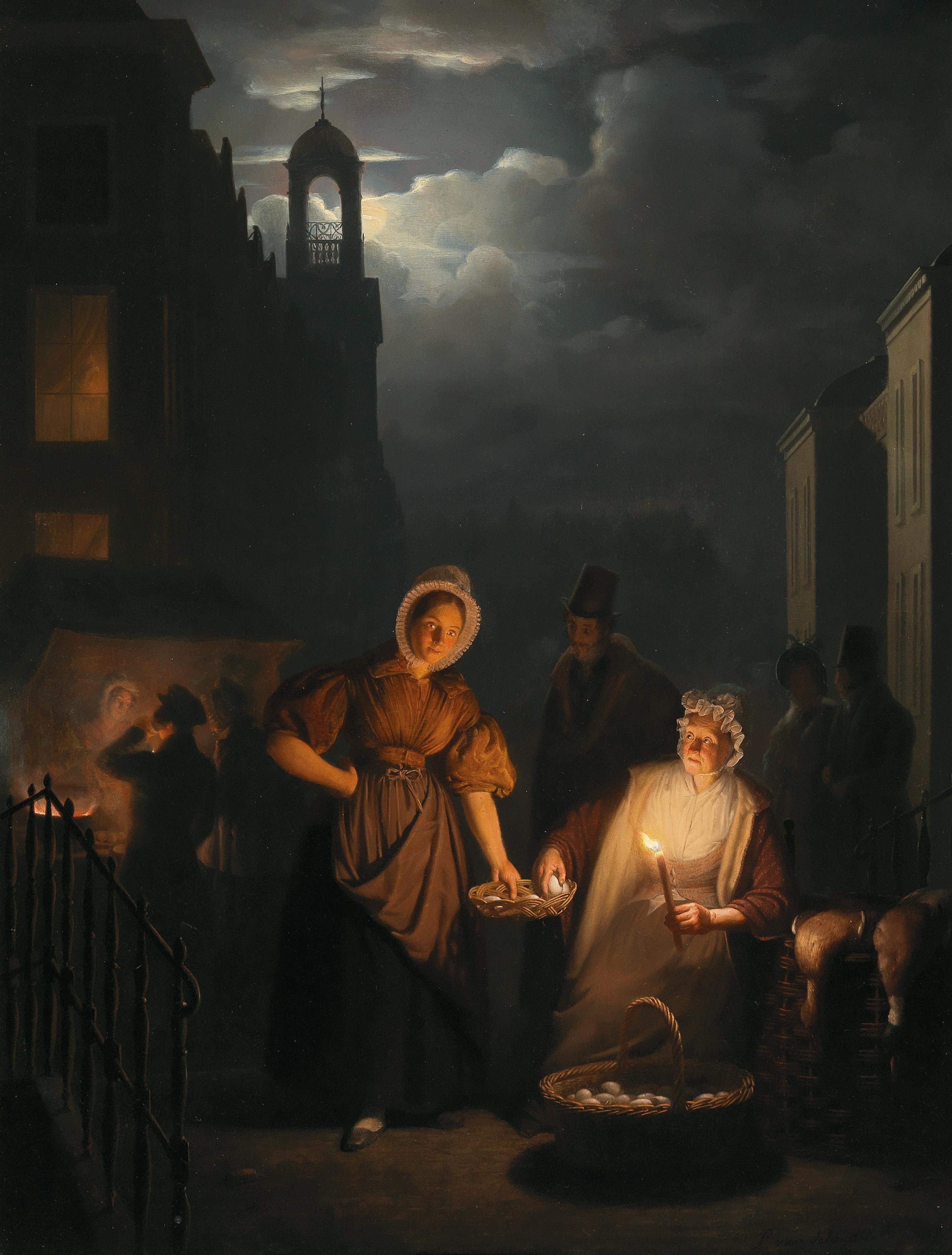
Mercato notturno a Rotterdam (sd)
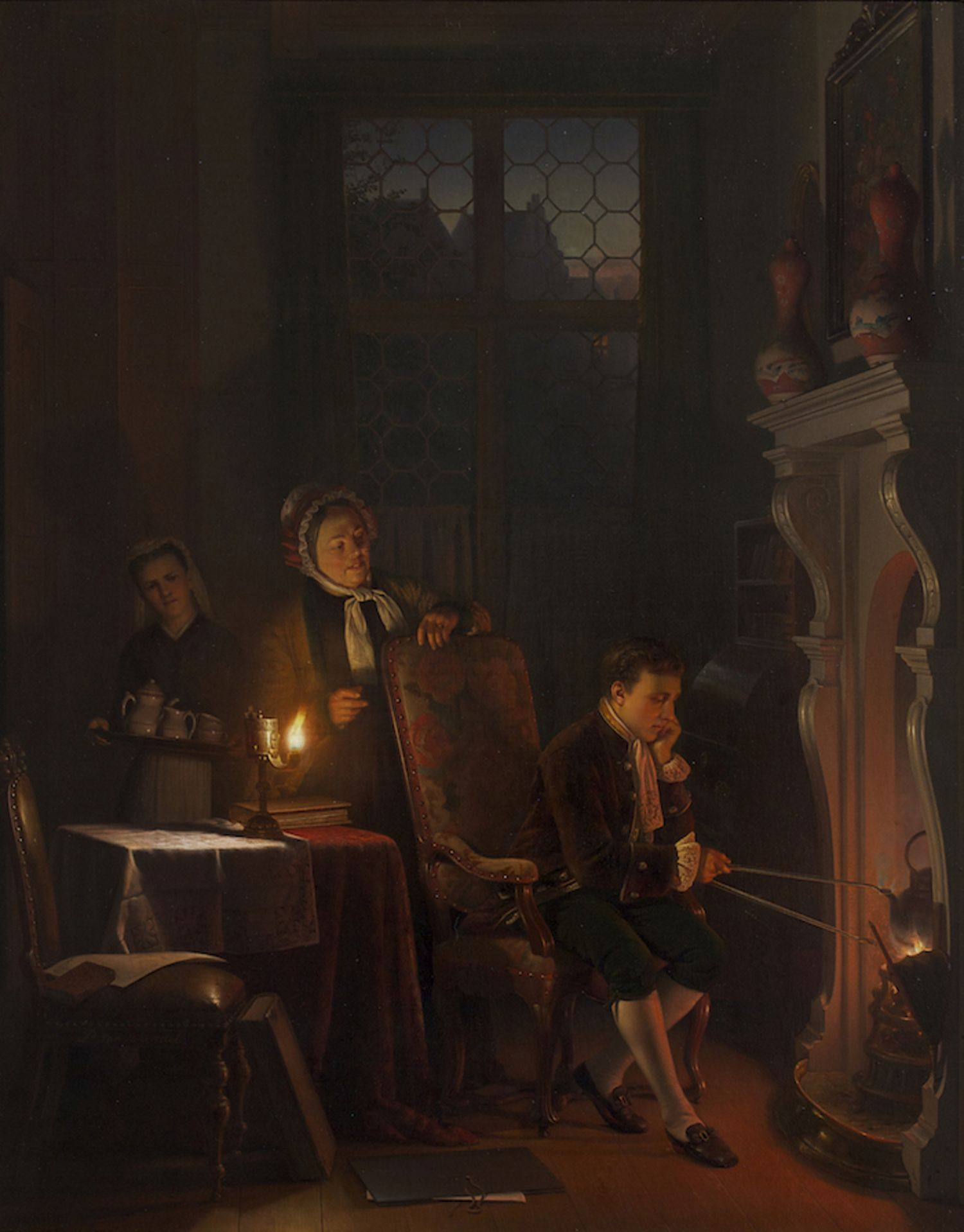
James Watt e la sua famiglia (1869)